# Polyommatus fusca-semiclara
Polyommatus fusca-semiclara är en fjärilsart som beskrevs av Tutt 1910. Polyommatus fusca-semiclara ingår i släktet Polyommatus och familjen juvelvingar. Inga underarter finns listade i Catalogue of Life.